# Charles Rabot
Pour les articles homonymes, voir Rabot (homonymie).
Charles Rabot (26 juin 1856 à Nevers - 1er février 1944 à Martigné-Ferchaud) est un géographe français.
Glaciologue, voyageur, journaliste, conférencier, traducteur et explorateur, il a été le principal spécialiste français des régions polaires jusqu'à la Première Guerre mondiale.

## Biographie
Fils de Victor Rabot et de Charlotte Louise Denise Brière de Montvault, Charles Rabot se fait d'abord connaître comme alpiniste en réalisant des ascensions, parfois des premières dans les Alpes de Savoie et du Dauphiné (1878-1879). En 1880, il entre au Club alpin français et à la Société de géographie de Paris. Il s'intéresse alors fortement aux questions sur la glaciation.
Chargé de missions géographiques et ethnologiques par le ministère de l'Instruction publique, il parcourt, de 1880 à 1886, la Laponie, le Finmark et la presqu'île de Kola. En 1880, il traverse le Svartisen en Norvège puis le massif du Kebnekaise. En 1882, sur le navire Petit Paris, il voyage au Spitzberg dans les secteurs de l'Isfjord et du Storfjord et, en 1883, fait l'ascension du Kebnekaise. Parti de Trondheim, il visite aussi les îles Lofoten, s'arrête à Tromsö et à Hammerfest puis, après le cap Nord, longe le Finmark jusqu'à Vadsö. En canot, il remonte la rivière Pasvik et atteint le lac Inari. Il dresse alors des cartes du lac et de la rivière et des parages qu'il a visités.
De 1881 à 1884, il effectue une mission de cartographie au Svartisen. Il remonte alors la Touloma jusqu’au lac Notozeroen.
Charles Rabot a obtenu le prix Alexandre de La Roquette en 1889 pour ses explorations dans les hautes régions septentrionales de l'Europe.
En 1891, il participe, sous l'égide de la Marine nationale mais sur demande du gouvernement autrichien, à une mission d'inspection de la station scientifique de l'île Jan Mayen. Le navire qui doit l'y emmener, le Châteaurenault ne parvient pas à franchir la banquise. L'année suivante, le 19 juillet, au départ de Leith, sur La Manche commandée par Amédée Bienaimé, il arrive à Jan Mayen où il débarque le 26 juillet. Il explore alors l'île, en fait le tour entier, puis repart pour le Spitzberg qu'il atteint le 1er août. Avec ses compagnons, il entreprend une traversée ouest-est du Spitzberg, de l'Isfjord au Storfjord. Il remonte difficilement la vallée marécageuse de Saasen, gravit un sommet qu'il nomme Pic Milne-Edwards mais doit faire demi-tour, le temps étant compté. La Manche repart le 11 août et rentre à Tromsö le 19.
Les résultats scientifiques s'avèrent très importants dans des domaines aussi divers que l'hydrographie, la glaciologie, la météorologie, le magnétisme, la géologie et les sciences naturelles.
Grand vulgarisateur, Charles Rabot a publié de nombreux ouvrages, de nombreux articles (dont les plus connus sont ceux publiés dans le journal L'Illustration), fait de nombreuses conférences sur les questions polaires. Il a aussi traduit en français les œuvres de Nordenskiold, Nansen, Amundsen, Conway, Scott ou encore Shackleton.
Il s'est intéressé à l’ethnographie avec l'étude de certains peuples arctiques à l’est et à l’ouest de l’Oural : Tchouvaches, Tchérémisses, Permiakes, Zyrianes, Khantys (Ostiaks), Samoyèdes. Il a publié de nombreux articles notamment dans la Revue de glaciologie, la Revue d’ethnographie et La Nature, plusieurs ouvrages parmi lesquels Les Variations de longueur des glaciers dans les régions arctiques et boréales, et traduit de nombreux ouvrages du norvégien dont Le Passage du Nord-Ouest et Au Pôle Sud. Expédition du Fram 1910-1912 de Roald Amundsen et Vers le Pôle de Fridtjof Nansen.
Charles Rabot épouse le 23 novembre 1892, Fernande Faugère-Dubourg, fille de Joseph Guillaume Anatole Faugère-Dubourg, ancien maire de Nérac. Ils eurent une fille unique, Marie-Caroline-Simone-Andrée, décédée le 29 septembre 1910 à l’âge de 11 ans.
Il est l'oncle de Maurice Duplay, homme de lettres.
Charles Rabot meurt le 1er février 1944 à Martigné-Ferchaud et est inhumé dans le cimetière du Père-Lachaise à Paris (16e division).

## Hommages
- Une fondation fut créée portant le nom de Fondation Andrée et Charles Rabot. Elle fut dissoute en 2005.
- Il fut récompensé en 1933 pour l'Association touristique de Suède pour avoir été le premier à franchir le mont Kebnekaise.
- En 1889, il partage avec Charles Lallemand le prix Langlois de l'Académie française pour la traduction du Voyage de la Vega autour de l’Asie et de l’Europe, de Adolf Erik Nordenskiöld
- Membre de diverses associations telles que la Royal Geographical Society[5] de Londres, il est fait Chevalier de l'Ordre royal de l'Étoile polaire (Suède) vers 1905.
- Chevalier de la Légion d'honneur en 1906[6], il est fait en janvier 1915 professeur honoris causa à l'Université de Lausanne.
- Pour la fidélité de son attachement, le roi Haakon VII nomma en 1926 commandeur de l'Ordre de Saint-Olaf ce grand Français, Charles RABOT, grand ami de la Norvège.
- La base française annexe située à Ny-Ålesund porte son nom, qui sera également donné à un invertébré du plancton marin qu’il avait prélevé dans les eaux du Spitzberg (Eurytemora raboti (sv)), ainsi qu’à un glacier norvégien.
- Une rue de Martigné-Ferchaud où il vécut les dernières années de sa vie porte son nom, ainsi qu'une rue de Nevers[7].

## Œuvres

### Ouvrages
- A travers la Russie boréale, 1894
- Au cap Nord. Itinéraires en Norvège, Suède, Finlande, 1898
- Aux fjords de Norvège et aux forêts de Suède, 1898 lire en ligne sur Gallica

Dans Le Tour du monde
- Explorations en Laponie, Norvège, Suède, Finlande, vol.II, 1887, p. 97-128
- Exploration dans la Russie boréale, vol.II, 1892, p. 289-352
- Jan Mayen et le Spitzberg, vol.II, 1893, p. 273-304

### Autres périodiques
- Explorations dans l'océan Glacial arctique. Islande, Jan Mayen, Spitzberg (avec carte), Bulletin de la Société de géographie, 1894
- Chasseurs de Fourrures, Lectures pour Tous, 1899
- Essai de chronologie des variations glaciaires, Bulletin de géographie historique, 1902
- Les glaciers et les phénomènes glaciaires, Revue de géographie, 1902
- Les variations glaciaires en Norvège, Suisse et Dauphiné, La Nature, 1906

## Décorations
- Chevalier de la Légion d'honneur (décret du 9 mars 1906)
- Commandeur de l'ordre de Saint-Olaf (Norvège, 1926)
- Chevalier de l'ordre royal de l'Étoile polaire (Suède)